# 清水嘉兵衛
清水 嘉兵衛（しみず かへえ、生没年不詳）とは明治時代の地本問屋である。

## 来歴
明治期に神田鍋町2番地、明治28年（1895年）に神田区鍋町21番地において地本問屋を営業している。歌川国利、3代目歌川広重の錦絵を出版している。

## 作品
- 歌川国利 『征韓論の図』 横大判
- 歌川国利 『東京年中行事之内一月一日各長官参賀之図』 大判3枚続 明治10年
- 3代目歌川広重 『東京開化名所』